# Leonardo Cecchi
 (juillet 2021).
Pour les articles homonymes, voir Cecchi.
Leonardo Cecchi, né le 26 août 1998 à Minneapolis (États-Unis), est un acteur italien.

## Biographie
Né d'une mère américaine et d'un père italien, Leonardo Cecchi s'est fait connaître du public européen grâce au rôle d'Alex dans Alex and Co, la série de Disney Italie. Il fait ses débuts au cinéma dans Tini : La Nouvelle Vie de Violetta.

## Filmographie

### Télévision
- 2015 : Alex & Co : Alex Leoni
- 2016 : Radio Alex : Alex Leoni
- 2021 : American Horror Stories : Milo

### Cinéma
- 2016 : Tini : La Nouvelle Vie de Violetta : Saúl Paulo
- 2016 : Alex & Co, le film : Alex Leoni